# Josep Garriga
|  | Per a altres significats, vegeu «Josep Garriga i Buach». |

Josep Garriga (Barcelona, 1765 - ?) rebé una bona educació a Madrid, on va continuar els seus estudis fins a començar la carrera universitària de lleis a Alcalá de Henares. Després de graduar-se, es va incorporar a l'il·lustre col·legi d'advocats de Madrid i, paral·lelament, es dedicà a l'estudi de les matemàtiques i ciències naturals. Va esdevenir professor de química i de botànica, de la qual matèria defensà conclusions públiques al jardí botànic de Madrid el 12 de juliol del 1787. També va ensenyar matemàtiques durant déu anys, especialment meteorologia, per la qual cosa fou professor al reial observatori d'astronomia. A més, va servir com a capità d'enginyers cosmògrafs d'estat i fou alcalde del crim de la reial audiència de Galícia. També fou membre de les principals acadèmies de Madrid, i de l'acadèmia de ciències naturals i arts de Barcelona.

## Obra
Ens han arribat diverses obres, de Josep Garriga; algunes que signà amb el seu nom i d'altres anònimes: 
- «Curso elemental de meteorología escrito por orden superior» (Madrid, 1794).

- «Observaciones sobre el espiritu de las leyes traducidas al castellano», a nom seu (1787). Epionluaion: aquesta obra examina totes les parts de què es compon "L'esperit de les lleis" de Montesquieu, amb l'objectiu de facilitar-ne la lectura i apuntar què tenen de lloable i de condemnable. És per això que redueix els 593 capítols de l'obra original a cinc punts: en el primer se centra en tot el que fa referència a la religió, en el segon en la moral, en el tercer en la política, en el quart a la jurisprudència i, finalment, en el cinquè, al comerç.

- «Un discurso sobre la necessidad y utilidad del estudio de la meteorología» (imprès a Madrid per Repullos el 1805, en octava). És el discurs que llegí Garriga el dia 9 de febrer a la reial audiència de Galícia, en qualitat del seu càrrec al consell de S. M. i d'alcalde major del crim.

- «La Curia filípica que corrijió de orden del Consejo»
- «La vranografia ó descripción del cielo»

- «Cronología teorico-práctica».
- «La gramática castellana de la academia española reducida á diálogo»
- «Manual completo teórico y práctico del jardinero, o arte de hacer y cultivar toda clase de jardines».
- Traducció al castellà de l'«Assaig de filosofia moral» de Maupertuis.
- Una memòria sobre la proporció de les penes comparades amb els seus delictes, que li atorgà una medalla de plata (oferta a l'autor que tractés millor aquest assumpte).
- «Continuación y suplemento del diccionario alfabético y cronológico que dio á luz D. Severo Aguirre, en el que se insertan todas las pragmáticas, decretos y reales resoluciones expedidas en el año de 1800, dispuesto por D. José Garriga, abogado de los reales Consejos» (Madrid, 1801) és una dissertació sobre la necessitat i utilitat militar de l'estudi del que considera veritable crítica, així com de les regles que cal observar en la interpretació dels pactes i lleis. Així, pretén demostrar els seus avantatges per fer un ús prudent de la legislació.

A més, sabem que va compondre o traduir altres obres, anònimament.